# Battaglia di Uman'
La battaglia di Uman' è stata la prima grande vittoria nel settore meridionale del fronte orientale nel corso dell'Operazione Barbarossa. Al termine di questa battaglia di accerchiamento, vennero catturati più di 100 000 soldati sovietici, nonché una grande quantità di mezzi.

## Premessa
Mentre le truppe del Gruppo d'armate Centro ottennero rilevanti successi nella loro avanzata, non altrettanta fortuna ebbero le forze del Gruppo d'armate Sud al comando del Feldmaresciallo Gerd von Rundstedt. A causare questo ritardo furono numerosi fattori. Innanzitutto deve essere sottolineato come in quel settore le forze tedesche non godessero di una netta superiorità in termini numerici, soprattutto per quanto riguarda le forze corazzate.
Il fatto di disporre di un solo gruppo corazzato (la Panzergruppe 1 di von Kleist), oltretutto, impediva agli attaccanti tedeschi la realizzazione di quelle grandi manovre a tenaglia che invece avevano riscosso così tanti successi nel settore del Gruppo d'armate Centro. La disposizione strategica del dispositivo offensivo tedesco, inoltre, determinò un costante pericolo per i progressi dell'offensiva. Nel pianificare l'attacco, infatti, l'Alto Comando tedesco aveva preferito concentrare le forze lungo le tre direttrici principali, lasciando deliberatamente scoperti i fianchi delle colonne che sarebbero avanzate in territorio sovietico: ciò permise alle forze armate tedesche di disporre di una maggiore forza d'urto, ma rendeva vulnerabili i fianchi contro i contrattacchi sovietici.
A soffrire di questa decisione fu in particolare il Gruppo d'armate Sud, sul cui fianco sinistro si stendevano le paludi del Pryp"jat': in quell'area si nascosero sapientemente le unità sovietiche (in particolare le divisioni di cavalleria), che lanciarono pericolosi contrattacchi contro le posizioni dalla VI Armata. Inoltre, la situazione logistica era assai precaria: le vaste pianure ucraine bagnate dalle frequenti piogge si trasformavano in enormi pantani di fango; ciò bloccava a lungo l'avanzata delle truppe e impediva ai mezzi corazzati di agire rapidamente attraverso le linee nemiche.
Nonostante le difficoltà, a inizio luglio del 1941 la Panzergruppe 1 von Kleist riuscì a sfondare le linee nemiche, trovandosi nelle condizioni di condurre la prima battaglia di accerchiamento contro le forze sovietiche a sud di Kiev, nell'area di Uman'.

## La battaglia
Il 16 luglio la Panzergruppe 1 occupò l'importante punto strategico di Bila Cerkva, nell'Ucraina meridionale. Le truppe tedesche avrebbero potuto a quel punto (con una conversione verso sud-est) imbottigliare le armate sovietiche a difesa dell'area di Uman'. Il Comandante del Gruppo d'armate Centro (Feldmaresciallo von Rundstedt) avrebbe voluto che si creasse una sacca enorme entro cui intrappolare i sovietici; Hitler invece ordinò una manovra più contenuta ma più facilmente realizzabile.
Quando si diede inizio alle operazioni, le condizioni atmosferiche erano assai buone, permettendo così alle forze corazzate di poter manovrare senza problemi in territorio ucraino. La conversione a sud dei carri fu repentina e in pochi giorni raggiunsero Novoarchangel's'k, dove si incontrarono con le truppe della XI Armata di Erich von Manstein. Già il 2 agosto l'accerchiamento delle truppe sovietiche era completato. Le truppe della VI, della XII e della XVIII Armata sovietica furono chiuse in trappola. Gli scontri nella sacca furono molto violenti; i colpi di artiglieria di entrambi gli eserciti furono enormi e in pochissimi giorni il campo di battaglia divenne un vero inferno di ferro e fuoco. Dopo sei giorni di intensi combattimenti, il 6 agosto i comandanti della VI e della XII Armata sovietica si arresero ai tedeschi, mentre alcuni elementi della XVIII Armata riuscirono a creare delle falle nelle linee tedesche e a sottrarsi all'accerchiamento.
La VI Armata di Walter von Reichenau, che copriva il fianco sinistro della Panzergruppe 1, fu attaccata in modo violento sia frontalmente dalla XXVI Armata sovietica, che cercava di sfondare le posizioni tedesche e liberare il resto delle truppe sovietiche dall'accerchiamento, sia dalle unità ancora operanti nelle paludi del Pryp"jat'. Tuttavia la formazione tedesca riuscì a resistere agli assalti, garantendo così alla Wehrmacht di concludere con successo l'operazione di accerchiamento.

## Dopo la battaglia
La vittoria riportata a Uman dalle truppe tedesche fu assolutamente rilevante. Due intere armate sovietiche (la VI e la XII) furono costrette alla resa, consegnando così ben 103 000 prigionieri ai tedeschi. In termini di mezzi distrutti o catturati il bilancio per i sovietici fu ancora peggiore: 850 pezzi di artiglieria, 317 carri armati, 242 cannoni di vario tipo.
Tuttavia la reale importanza strategica di questa vittoria tedesca non può essere valutata esclusivamente in funzione delle perdite inflitte al nemico: bisogna infatti considerare come dopo la vittoria nella sacca di Uman' l'intero dispositivo di difesa sovietico a sud di Kiev entrò in crisi. Questa vittoria, infatti, aprì alla Wehrmacht le porte di Odessa e del mar Nero, consentendo oltretutto ai tedeschi di attestare la loro nuova linea di difesa sulle rive del Dnepr. Inoltre questo successo rappresentò la premessa logica e tattica alla susseguente battaglia di Kiev: una delle più vaste operazioni militari di tutta la seconda guerra mondiale.